# Temeçinë
Temeçinë / Tumičina (cyr. Тумичина) – wieś w Kosowie, w regionie Prizren, w gminie Malishevë/Mališevo. W 2011 roku liczyła 851 mieszkańców. 